# Nova Lacertae 1910
Nova Lacertae 1910 war eine Nova, die 1910 im Sternbild Eidechse aufleuchtete. Sie erreichte eine Helligkeit von 4,6 mag. Ihre Helligkeit nahm in 37 Tagen um 3 mag ab. Heute ist ihre Helligkeit 14 mag. Für die Entdeckung dieser Nova erhielt Thomas Henry Espinell Compton Espin die Jackson-Gwilt-Medaille.

## Koordinaten
- Rektaszension: 22h 35m 47s.98
- Deklination: +52° 42' 57".7